# الویا آلمن
الویا آلمن (انگلیسی: Elvia Allman؛ ۱۹ سپتامبر ۱۹۰۴ – ۶ مارس ۱۹۹۲) یک هنرپیشه اهل ایالات متحده آمریکا بود. وی بین سال‌های ۱۹۲۶ تا ۱۹۹۰ میلادی فعالیت می‌کرد.

## بخشی از فیلمشناسی
از فیلم‌ها یا برنامه‌های تلویزیونی که وی در آن نقش داشته‌است می‌توان به آثار زیر اشاره کرد.
- 'پروفسور دیوانه' ()